# Club Manuel Belgrano
El Club Manuel Belgrano es una entidad deportiva de Buenos Aires, Argentina, cuyas principales actividades son  el  rugby y el hockey sobre césped. El equipo de rugby juega actualmente en el Torneo Primera B de la URBA , la tercera división del sistema de la liga Unión de Rugby de Buenos Aires. 
El equipo de hockey juega en los torneos organizados por la Asociación de Hockey Buenos Aires. También Hay que aclarar que ellos están afiliados con el “Colegio Marista Manuel Belgrano” (CMB)

## El Club
El Club Manuel Belgrano de Rugby nace el 15 de octubre de 1958. Tiene su sede social en el barrio de Saavedra, y su sede deportiva  de rugby y Hockey se encuentra en Ingeniero Maschwitz, Gran Buenos Aires.
El club cuenta con todas las divisiones afiliadas en   la Unión de Rugby de Buenos Aires (U.R.B.A.) y en  la Asociación de Hockey de Buenos Aires (A.H.B.A.)    tiene alrededor de 650 jugadores de rugby , 230 jugadores de hockey sobre césped registrados.
 Historia 
En la década del 40, Manuel Belgrano participa de los Torneos  del Rugby Colegial, 
En 1945 se forma el “Club Estudiantil Manuel Belgrano”, base de nuestro Club actual,  conducidos 
Fue en el  año 1955  cuando el Hno. Primo, el  Hno. Carlos y el  Prof. Santarelli  inculcan más proactivamente a los  alumnos del Colegio Manuel  Belgrano de la Calle 
En  1952 los Hermanos adquieren el predio de a orillas del río en Tigre , y con un enorme trabajo de la comunidad se llega a tener la  Cancha 1 de Benito Lynch , conocido como "Carupá.", campo de deportes de los hermanos Maristas, donde el Club Manuel Belgrano hará de local hasta 2012.
El  15 de octubre de 1958,  la U.A.R. acepta la afiliación del Club Manuel Belgrano y “se adoptan los colores Rojo y  azul marino, cruzados  en diagonal con monograma del club” , con el apadrinamiento de 2  clubes relevantes de la época: El  San Isidro Club (SIC)  y Obras Sanitarias de la nación (OSN).
Cabe mencionar también que el Club Manuel Belgrano tuvo una destacada actuación desde su décima hasta su 4.ª división desde los años 1967 hasta 1973, con una gran equipo que ganó durante todos esos años todos los torneos, siendo reconocido como los mejores infantiles de su época.
En 2013 El Club Manuel Belgrano inaugura su 1.er Sede propia  en la localidad de Maschwitz.
Performance Plantel Superior
1960  Primer equipo de Mayores,  
1971  Tercera Clasificación,  
1973  Tercera de Ascenso,  
1980  Segunda División, 
1981  Tercera de Ascenso,  
1982  Segunda División,  
1985  Reubicación de Primera División,  
2006  Primera División,  
2007  Top 14,  
2010  Top 14,  
2011  Segunda División,  
2012  Primera División,  
2013  Top 14,  
2016  Segunda División, 

En 1981 nace el  Hockey femenino  en el Colegio Manuel Belgrano,  y en 1984 logra su afiliación a la Asociación Argentina de Hockey. En 1993, se logra el ascenso a la categoría D de césped natural, para y pasa a jugar en las divisiones de Hockey sobre Césped Sintético en 2012, con un importante crecimiento y ascenso . En 2014 se asciende a la "D" categoría sintético. 
Referentes Deportivos 
José “Pepe” Mostany , es el primer Puma de Manuel Belgrano y  participa en el 1.er Mundial de Rugby de Nueva Zelanda 1987
Patricio "Pato" Albacete , participa de los seleccionados juveniles de Menores de 19 y Menores de 21, debuta en Los Pumas en 2003 y participa de los mundiales Australia 2003, Francia 2007 (mejor posición histórica de nuestro país al ganarle por el 3.er puesto  a Francia) y Nueva Zelanda 2011. Es considerado uno de los mejores 2.ª. Líneas de la Historia.
Martín "Largo"  Ignes forma parte del Seleccionado Argentino Juvenil de Japón 2009
Otros destacados jugadores del Club Manuel Belgrano : Germán Krossler, Rodolfo Huarte, Marcelo Dávila, Marcelo Borgui, José Querol, Guillermo Proverbio, Guillermo Ziebart, Sebastián Rosasco, Ignacio Rosasco, Carlos Papini, Arturo "Artie" Muslera, Martín Gador, Fernando Bilbao, Guillermo Gras, Marcelo Ramos,  Pablo Bilbao, Francisco Julián, Federico Menini, Matías Menini.
Referentes  Referees y Entrenadores: Rodolfo "Buby" Erdociaín, Arturo "Coco" Muslera, Ricardo Jack, Pablo Hernández, Marcelo Pannullo, Marcelo Toscano, José Pestalardo  Ciro Bolo, Enrique Salas , Carlos María Rocca.
Presidentes Club Manuel Belgrano
1958 -1959: Eduardo Otero,
1959-1960: N. Giacobone, 
1960-1975: Francisco G. Lynch, 
1976 : José María Pestalardo, 
1991-1996:Osvaldo Calzetta, 
1997-2002:Marcelo Pannullo, 
2003-2005: Atilio Rubillo, 
2006-2008: Pablo Linares Luque, 
2009-2014: Adrián González Fischer, 
2015-2017: Diego Curutchet, 
2018- : Claudio Calzetta

## Referentes
José Mostany (1986-1987), Patricio Albacete (2003-14) y Martín Ignes (2012), fueron los jugadores del Equipo Nacional de Rugby Los Pumas

## Colegio Marista Manuel Belgrano
El Colegio Marista Manuel Belgrano es un Colegio Marista Católico ubicado en el barrio de Belgrano , muchos de los jugadores del Club Manuel Belgrano son de este Colegio.
Contiene tres niveles, inicial, primario y secundario